# Грошова система Речі Посполитої
Грошова система Речі Посполитої — історично складена форма організації грошового обігу в Речі Посполитій, що регулювався законами цієї держави та функціонував від останньої чверті XVI до кінця XVIII століть.

## Виникнення

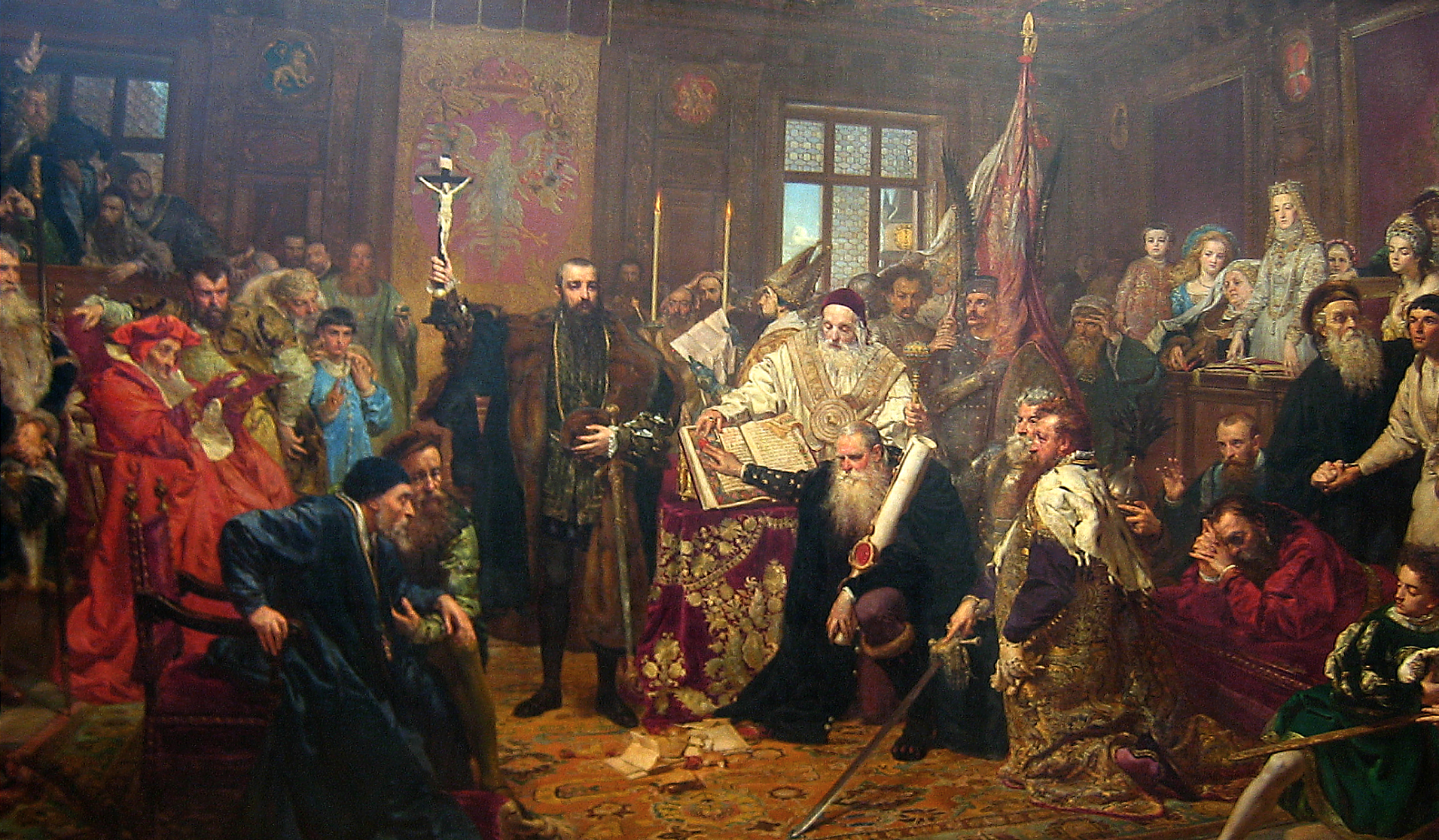
Люблінська унія (Ян Матейко, 1869).

Певні ознаки зближення польської та литовської грошових систем з'явилися у XV столітті внаслідок персональної унії, що об'єднувала Королівство Польське та Велике князівство Литовське під владою одного монарха.
Остаточна уніфікація грошових систем Королівства Польського та Великого князівства Литовського пов'язана з підписанням Люблінської унії 1569. За умовами унії монета у Короні і в Литві мала бути однаковою за масою, пробою та написами.
Монетні ординації, видані після Люблінської унії, започаткували на всій території Речі Посполитої єдину грошову систему. Це мало сприяти економічному розвитку країни та задовільняти потреби грошового ринку. Проблемним питанням було закриття королівського, литовського та міських монетних дворів, що призвело до браку розмінної монети, а це в свою чергу спровокувало підвищення курсу талера і дуката.
Смерть Сигізмунда II Августа 1572 та безкоролів'я не сприяли розвитку грошової системи Речі Посполитої. За короткого правління Генріха Валуа (1574) та на початку правління Стефана Баторія (1576–1586) монетні двори не карбували монету. Це призвело до гострого дефіциту розмінних номіналів. Внаслідок цього Варшавський сейм ухвалив допустити в обіг чеську монету.
1576 Торунський, а через два роки Варшавський, сейми видали розпорядження про початок грошової реформи. На монетному дворі у місті Олькуш 1579 почався випуск солідів, грошів та трояків. Проте їх виявилося недостатньо для задоволення потреб населення в дрібній монеті. 1580 приймається нова монетна ординація. Було відкрито два монетні двори — в Кракові та Вільно. На них емітувалися усі наявні номінали: денарії, тернарії (третяки), соліди, півгроші, гроші, трояки, шостаки, півталери та талери. Ця система номіналів цілком забезпечувала потреби економічного розвитку країни. Також з цього часу монети отримали зовнішнє оформлення відповідно до рішень Люблінського сейму 1569: на кожному номіналі зображуються герби Польщі та Литви.
1580 в Олькуші почалося карбування талерів (емітувалися до 1583). Передбачені ординацією півталери були випущені незначним накладом 1583. Найбільш масово карбувалися трояки, гроші та соліди (з 1579 по 1586). Зростання потреби країни у дрібній монеті призвело до відкриття ще одного коронного монетного двору — познанського. На ньому емітувалися соліди, трояки, а 1586 незначна кількість дукатів.
Потреби зовнішньої торгівлі обслуговував монетний двір у Гданську відкритий 1577, а пізніше орендований винахідниками гвинтового пресу для карбування монет — братами Яном та Каспером Геблі. Гданський монетний двір випускав денарії та соліди, рідше гроші, трояки, дукати, дводукати та чотиридукати.
Крім того, існували монетні двори у залежних від Речі Посполитої володіннях. Мальборзький монетний двір, що обслуговував потреби Пруссії, упродовж 1584–1585 емітував соліди (рідше — гроші та трояки), а 1585 — незначну кількість дукатів. На Ризькій монетарні з 1581 випускалися соліди, гроші та трояки за польською монетною стопою. Також існував монетний двір у Мітаві. В 1575–1577 на ньому емітувалися соліди та талери, а в 1578–1579 — дводенарії.
Польська монетна стопа використовувалася також монетними дворами Прусського герцогства, яким правили представники династії Гогенцоллернів, що були вассалами польських королів.
Зі смертю Стефана Баторія у грудні 1586 та початком чергового безкоролів'я монетне виробництво в Речі Посполитій припинилося.

## Розквіт грошової системи
Період безкоролів'я завершився 1588 обранням польським королем і великим князем литовським Сигізмунда III Вази. За його правління грошова система Речі Посполитої досягла найбільшого розвитку.
На початку правління Сигізмунда III грошові відносини потребували впорядкування. Ухвалою Варшавського сейму 1588 року «Про дрібну монету» було заборонено обіг неповновартісної монети сілезького, бранденбурзького, саксонського та іншого іноземного карбування. Виняток становили лише старі празькі гроші та угорські денарії. Одночасно обов'язковою для населення Корони стала литовська монета.

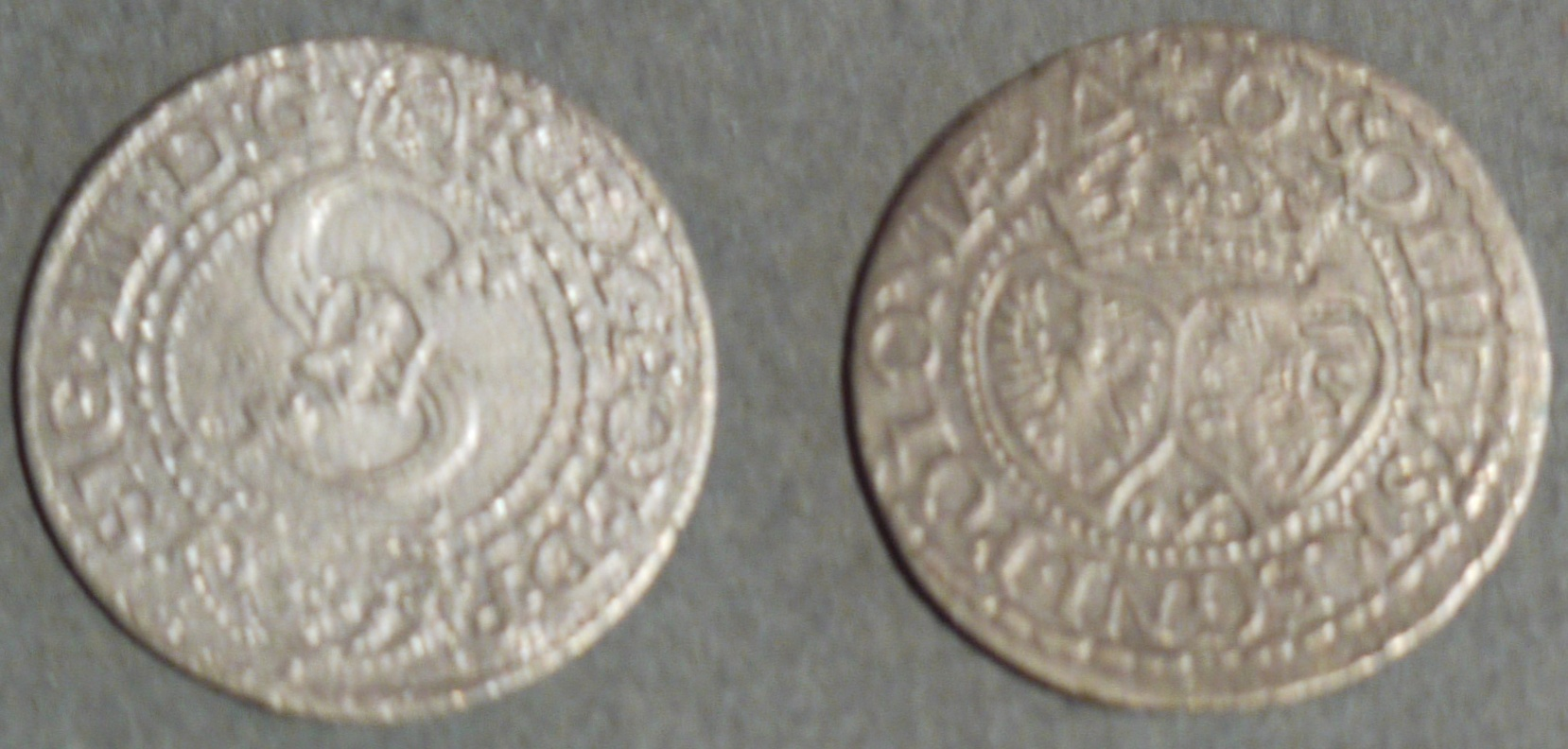
Солід (шеляг) Сігізмунда ІІІ Вази

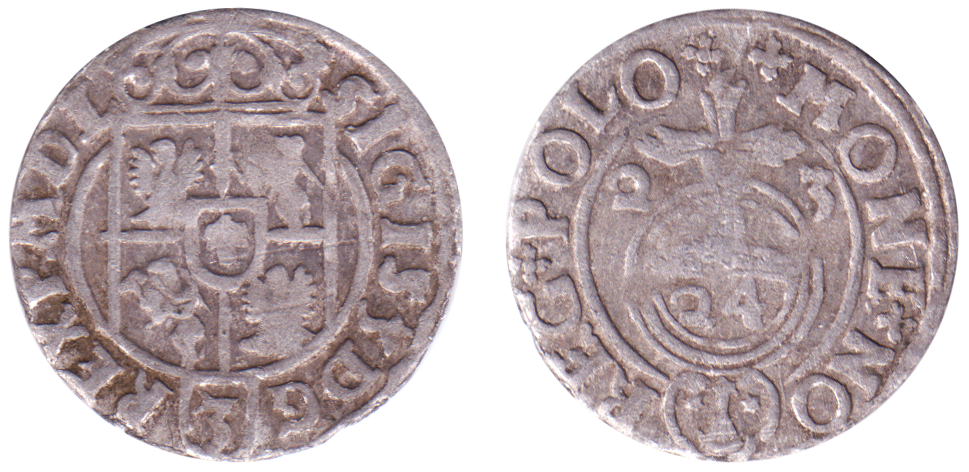
Півторак Сігізмунда ІІІ Вази, 1623 р.

Для задоволення потреб економіки в монеті було відкрито монетні двори в Мальборзі, Всхові, Бидгощі, Любліні, Кракові, Гданську, Ризі, Вільнюсі, Мітаві та Кенігберзі. Карбування досягло нечуваного розмаху. До кінця XVI ст. переважно випускалися соліди (шеляги) та трояки. Для монет при цьому зберігалися метрологічні показники за монетною ординацією 1580.
Внаслідок «революції цін» в Європі та значних видатків державної скарбниці дотримуватися ординації 1580 року ставало дедалі важче. 1598 без згоди сейму було знижено монетну стопу трояків. Шляхта опротестувала це рішення на сеймах 1598 та 1601.
Дрібна неякісна іноземна монета витісняла на грошовому ринку повновартісну коронну та литовську монету. Наслідком цього був ріст цін та підвищення курсу міжнародних монет — талерів та дукатів. Для наведення ладу було укладено спеціальну вальваційну таблицю. Однак, це не дало належного результату, у зв'язку з чим сейм 1604 здійснив девальвацію дрібних номіналів — від соліда до шостака.

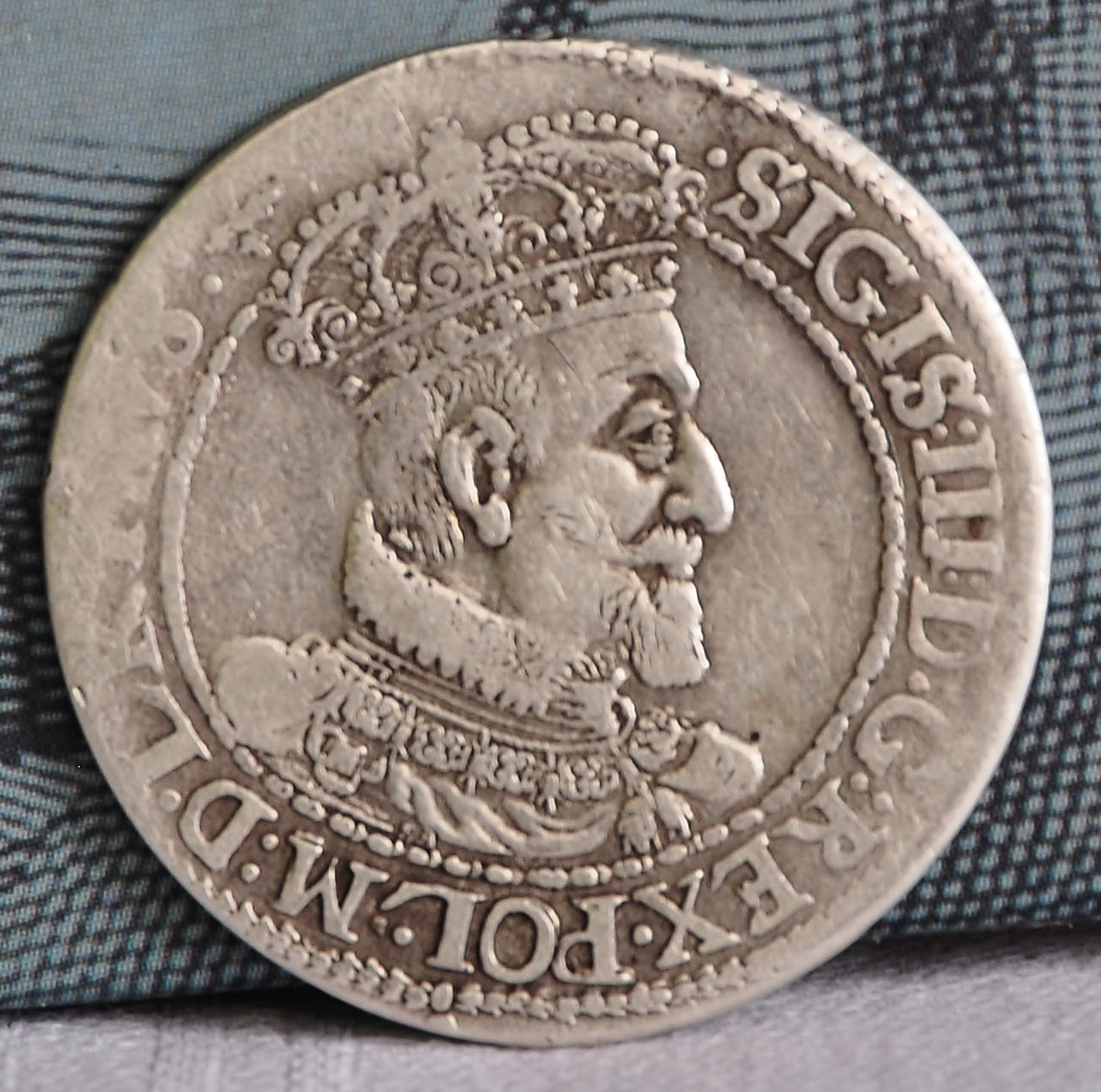
Аверс монети «Орт» з профілем Сигізмунда ІІІ Вази, Гданський монетний двір, 1618

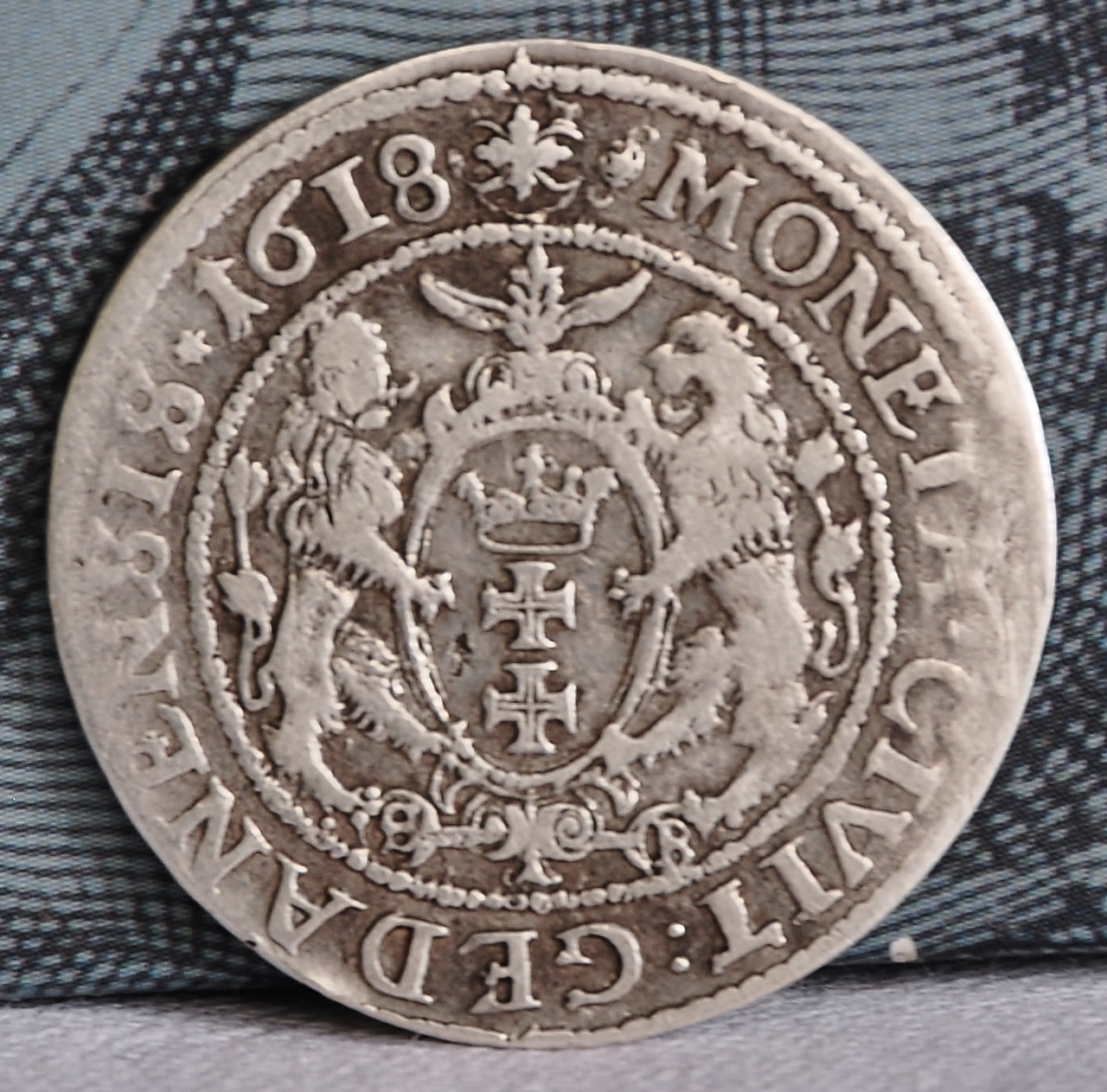
Реверс монети «Орт» з гербом міста Гданська, Гданський монетний двір, 1618. Мінцмейстер Станіслав Берман

1608–1609 у грошовій системі Речі Посполитої з'явився новий номінал — орт. Його вартість становила 1/4 талера (10 грошів). Вперше карбування ортів почалося у гданській монетарні. З 1618 почалася емісія коронних ортів. Найбільше їх випускали на бидгоській монетарні починаючи з 1621.
Ще одним новим номіналом став півторак — 1,5 гроша. Зразком для нього стали німецькі апфельгрошени або драйпелькери про що свідчить цифра 1/24 (в Німеччині з 24 монет такого типу складався один лічильний талер). Карбувалися півтораки на краківській та бидгоській монетарнях.
Наростання кризових явищ на грошовому ринку спричинило ще кілька девальвацій окремих номіналів: 1616 трояків, шостаків, ортів, 1619 — півтораків, 1621 — ортів. З 1600 по 1623 вміст чистого срібла в гроші зменшився з 0,684 г до 0,294 г. Багато в чому це стало наслідком загальноєвропейських процесів — революції цін.
1623 було видано нову монетну ординацію, що стосувалася усіх основних номіналів — від солідів до ортів. Значний випуск цих номіналів призвів до перенасичення ринку. Через це Варшавський сейм 1627 зупинив карбування їх. Дозволявся лише випуск повновартісної золотої та срібної монети — дукатів і талерів. Більшість монетних дворів було закрито, окрім монетарень Бидгоща, Торуня і Гданська.
Сигізмунд III був зацікавлений у монетній емісії для покриття державних видатків і намагався скасувати постанову сейму 1627 року. Однак шляхта протистояла цьому, побоюючись зростання цін.
За правління сина Сигізмунда III — Владислава IV Вази (1632–1648) карбувалися лише повновартісні номінали. Діяло два монетні двори — бидгоський та краківський. Спроби відновити карбування високопробної монети, що робилися у 1633–1634, зазнали невдачі. Грошовий ринок було насичено розмінною монетою. Поширення неякісної іноземної монети було зупинено. Ріст цін на основні товари був незначним, а курс талера та дуката більш-менш стабільним (на рівні 90 та 180 грошів відповідно).

## Криза грошової системи
Середина XVII століття стала часом важких випробувань для Речі Посполитої, що призвели до економічної і фінансової кризи, занепаду міст та торгівлі.
Початок національно-визвольної війни під проводом Богдана Хмельницького та поразки польського війська підірвали фінансову стабільність Речі Посполитої. В умовах збільшення видатків на утримання війська, уряд та сейм були змушені зайнятися впорядкуванням грошової системи та відновити карбування розмінної монети. Вже під час елекційного сейму 1648, що обрав новим королем Яна Казимира, було порушено питання про збільшення прибутків від карбування монети. Проте, через розбіжності учасників сейму дієвих рішень не було ухвалено.
Восени 1649 на Варшавському сеймі було створено скарбову комісію у складі коронного та литовського підскарбія, чотирьох членів Сенату (верхньої палати сейму) та представників Посольської ізби (нижньої палати сейму). Вона мала до 16 травня 1650 опрацювати проект нової монетної ординації, визначивши засади карбування монети. Комісія запропонувала:
- Відкрити монетарні у Кракові, Познані, Бидгощі та Вільнюсі.
- Отримані при карбуванні прибутки використати для утримання війська.
- Знизити ринковий курс талера (з 3 до 1,5 злотого) та дуката (з 6 до 3 злотих).
- Запровадити єдину пробу монетного сплаву для всіх срібних номіналів.
- Заборонити керівництву монетних дворів під страхом смертної кари перекарбовувати повновартісну монету на низькопробні розмінні номінали.
- Збільшити видобуток срібла на території Речі Посполитої.
- Посилити покарання за фальшування монети (конфіскація майна для шляхти, смертна кара для міщан, селян, іноземців).

Однак більшість з цих пропозицій не була втілена.
Нова монетна ординація 1650 запроваджувала карбування повновартісної монети на території держави. Це мало сприяти витісненню з грошового ринку неповновартісної дрібної розмінної монети іноземного карбування. За основу нової монетної стопи було взято стопу німецьких імперіальних талерів. З однієї гривни срібла масою 201,86 г передбачалося карбування 36 ортів, 108 шостаків, 216 трояків. Двогроші та гроші карбувалися зі срібла меншої проби у кількості 162 двогроша та 324 гроша. Суттєво змінилося карбування солідів (шелягів). Якщо раніше вони були білонними, то надалі мали карбуватися з міді. Крім того, коронний та літовський підскарбії мали в найкоротші терміни укласти вальваційні таблиці для повновартісної іноземної монети (ортів, півталерів, талерів, дукатів), що використовувалися в грошовому обігу Речі Посполитої. Було відкрито монетні двори у Всхові, Познані, Бидгощі, Вільнюсі, Кракові.
Шукаючи нові джерела прибутку в умовах війн з сусідніми країнами, сейм 1654 ухвалив, що держава мала отримувати з кожної перекарбованої гривни срібла чотири злотих прибутку. При цьому з однієї гривні срібла мали карбувати монет на суму 25 злотих 20 грошів. Це рішення сприяло падінню вартості розмінної монети та дало поштовх інфляції. Проекти здачі в оренду мінцмайстрам монетних дворів за умови дотримання монетної стопи не мали успіху і призводили до погіршення монетної стопи. 1656 погіршилася монетна стопа шостаків та ортів, 1657 — ортів. В умовах шведської окупації країни 1656 було вирішено відкрити монетний двір у Львові — єдиному великому місті, не захопленому ворогом. На львівській монетарні карбувалися шостаки та орти зі срібла, пожертвуваного католицькою церквою. Монетний двір було розташовано в будинку у центральній частині міста (зараз площа Ринок, 39). Карбування ортів та шостаків тривало до січня 1657. За цей час було випущено 207 075 ортів та 11 988 шостаків на суму 126 593 злотих.
1658 спеціальна сеймова комісія розробила нову ординацію за якою передбачалося карбування з гривни срібла 51,2 ортів або 154 шостака, (або 320 трояків, або 660 півтораків, або 990 шелягів). Після ухвали ординації 1658 відновили свою роботу численні коронні та литовські монетарні.

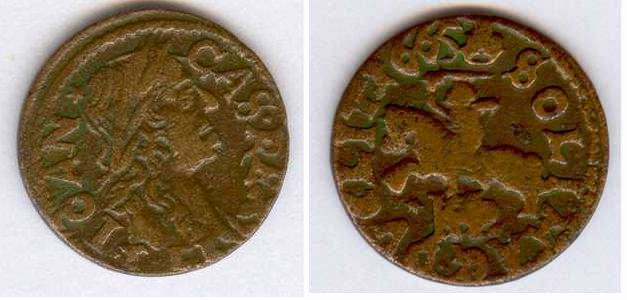
Литовська боратинка 1665 року. Мідь

Заборгованість перед військом, яке загрожувало непокорою та утворенням конфедерації, змусила уряд шукати додаткових джерел прибутку. Саме в цей час італієць на польській службі Тіт Лівій Боратіні запропонував деякі фінансові нововведення з випуску неповновартісної монети. Пізніше вони лягли в основу ухвали сейму «Про монетний дар» 1659. Вона передбачала дозвіл на єдиноразову емісію по 1 мільойону злотих мідними солідами (шелягами) (180 млн штук) для Польщі і Литви. З цих коштів мала бути ліквідована заборгованість перед військом. Карбування мідних шелягів розпочалося на монетному дворі в місті Уяздув під Варшавою, а пізніше в Кракові. Випуск мідних шелягів призвів до посилення інфляції. З 1664 по 1667 було здійснено кілька додаткових емісій мідних шелягів, що перенасичили грошовий ринок нічим незабезпеченою монетою.

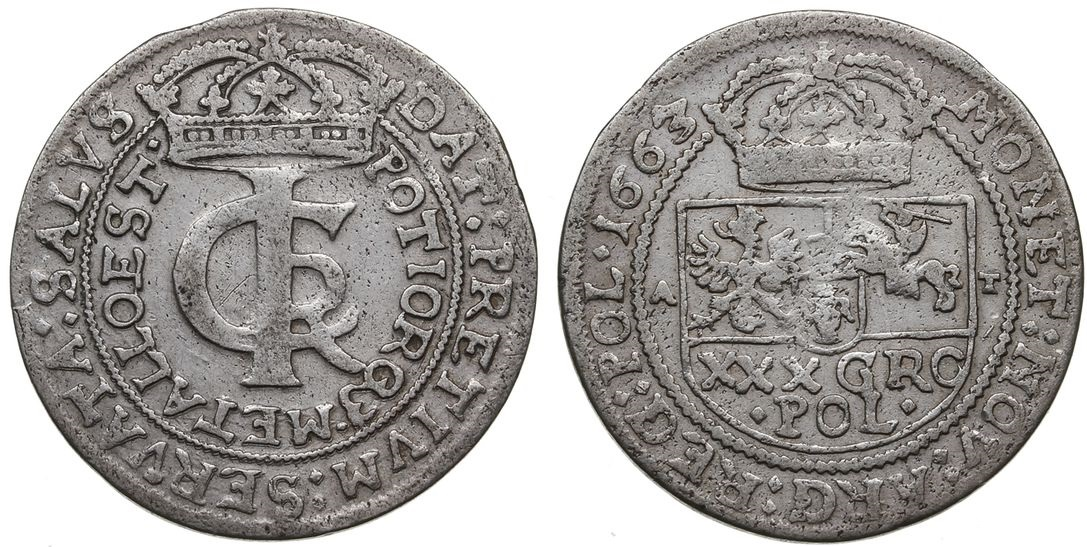
Монета злотівка (тинф, тимф). Білон

Іншим видом неповновартісної монети, що з'явилася в період кризи грошової системи Речі Посполитої була білонна злотівка. Ініціатором її випуску був орендар коронних монетних дворів німець Андрій Тимф. Користуючись невдоволенням населення низьковартісною мідною монетою, він переконав членів Львівської Генеральної комісії у перспективності карбування білонної монети номіналом 30 грошів. Було укладено контракт на відкриття монетарень у Бидгощі та Кракові терміном на два роки. Емісія злотівок здійснювалася у Львові (березень-вересень 1663), Бидгощі (жовтень 1663 — липень 1666), Кракові (жовтень 1663 — вересень 1666). Емісія становила:
- Львівська монетарня — 1 357 170 злотівок.
- Бидгощська монетарня — 6 388 561 злотівок.
- Краківська монетарня — 3 499 306 злотівок.

Масштабна емісія розмінної монети призвела до глибокої економічної кризи, інфляції, рісту цін на товари і послуги. Наприкінці грудня 1666 сейм вирішив припинити монетну емісію. Остаточно монетне виробництво було припинено 1668 після зречення Яна II Казимира за рішенням Варшавської генеральної конфедерації.
За короткого правління Михайла Корибут Вишнивецького (1669–1673) змін у грошовому господарстві не було. Грошова система функціонуонувала за рахунок емісій Сигізмунда III та Яна II Казимира, а також іноземної монети. Дещо стабілізувалося фінансове становище держави. Починати емісію грошей було недоцільно. 1671 року у Бидгощі було випущено небагато злотівок та дукатів. Більшу емісію здійснювали торгові міста Гданськ, Торунь та Ельблонг (шеляги, талери, дукати, дводукати).
Наступний король Ян III Собеський (1674–1696) отримав важку спадщину. Посли на елекційному сеймі 1676 вимагали відкриття монетарень і випуску розмінної монети. Сейм 1677 доручив почати карбування срібних та золотих монет за ординацією 1658 року. Того ж року почала функціонувати бидгоська монетарня, а наступного року — краківська. Основні номінали Яна III — шостаки та орти. Також було випущено небагато трояків, талерів, а також дукатів і дводукатів. Карбування відбувалося на коронних монетних дворах. Не функціонували монетарні в Литві і досить обмежено в прусських торгових містах.

## Грошова система у XVIII столітті
Наприкінці XVII — на початку XVIII століття грошова система Речі Посполитої продовжувала перебувати в занепаді, який був наслідком економічного та політичного стану держави.
За правління наступника Яна Собеського — Августа II (1697–1733), який був одночасно королем Речі Посполитої та герцогом Саксонії, грошову систему не вдалося стабілізувати. Монетні двори не працювали, грошовий ринок був наповнений неповновартісною монетою вітчизняного та іноземного карбування, розповсюдженим було фальшування монети. Початок Північної війни та вступ у неї Речі Посполитої на боці антишведської коаліції завадив впорядкуванню грошової системи та емісії грошей на власній території (через окупацію країни шведами).
Випуск монети було почато на саксонських монетарнях. В Лейпцигу карбували шостаки (1698, 1702–1706), тимфи (1698, 1704), талери (1702), півдукати (1703), дукати (1702–1703). 1720 у Лейпцигу робилися спроби налагодити емісію шелягів. Також були спроби налагодити карбування в прусських торгових містах. Так, 1713 в Ельблонзі було почато випуск пробного шелягу, а в Торуні 1720 було випущено невелику кількість дукатів. Гданська монетарня емітувала дводукати (1698–1699), дукати (1698), шеляги (1715). В 1706–1707 з'явився незначний випуск шостаків і пробний трояк для Великого князівства Литовського (місце емісії нез'ясовано, імовірно Кенігсберг).
1717 Август II видав королівський універсал щодо співвідношення монетних номіналів відповідно до ринкового курсу. Лічильний мідний гріш мав дорівнювати 3 мідним шелягам. Вартість одного дуката становила 21/4 талера або 14 тимфів 8 мідних грошів. Курс монет, встановлений цим універсалом не змінювався до грошової реформи 1766.
Значно більшого поширення, ніж раніше, набули монети карбовані на монетних дворах Московської держави та Бранденбургу-Пруссії (з 1701 королівства Пруссії). Також в обігу продовжували зустрічатися монети Швеції, її балтійських володінь, держав Священної Римської імперії, іспанських Нідерландів та низки інших держав.
Правління короля Августа III (1734–1763) не позначилося нічим новим у грошовій системі. Король вів розкішний спосіб життя, нехтуючи розвитком держави. Курс його політики був здебільшого в інтересах Російської імперії.
Окрім, невеликої емісії 1734, монета не карбувалася до 1749, коли почалася основна емісія. Карбування коронної монети знов здійснювалося на саксонських монетарнях:
- 1749 — Дрезден
- 1752 — 1762 — Лейпциг
- 1750 — 1751 — Грюнтхалле
- 1751 — 1755 — Губіне

Номінали Августа III та роки випусків:
- Шеляг — 1749–1755
- Грош — 1752 −1755, 1758
- Півторак — 1753, 1755–1756
- Трояк — 1753–1754, 1756
- Шостак — 1753–1756
- Орт — 1752–1756
- Тимф — 1752–1756
- Злотівка (30 грошів) — 1762
- Двозлотівки (60 грошів) — 1753, 1756, 1761–1762
- Півталери — 1753–1755
- Талери — 1753–1756, 1762
- Півавгустодори (2 1/2 талера) — 1753
- Півдукати — пробні
- Дукати — 1753–1754, 1756
- Дводукати — 1753 −1754

Гданський монетний двір випускав шеляги (1734, 1753–1754, 1757, 1760–1761,1763), трояки (1755, 1758, 1760, 1763), шостаки (1760–1763), орти (1758–1760, 1763), злотівки (1762–1763), двозлотівки (1760). Торунська монетарня протягом 1760–1763 карбувала шеляги, трояки, шостаки. Ельблонгська монетарня в цей же час емітувала шеляги, трояки, шостаки, орти і золоті дводукати. На монетному дворі Мітави, що обслуговував потреби герцогства Курляндії у монеті 1762 випускалися мідні шеляги, білонні гроші, шостаки.
За правління останнього короля Станіслава Понятовського було вжито певні заходи для впорядкування грошового господарства країни. Їхнім наслідком стала грошова реформа 1766 року. За нею один злотий мав дорівнювати 30 мідним або 4 срібним грошам, а з кельнської вагової гривні срібла мало карбуватися 80 злотих. У Варшаві та Кракові було відкрито коронні монетні двори. Також монетарні діяли у Гданську, Торуні, Мітаві.
Коронний монетний двір у Кракові діяв з 1765 по 1768, а у Варшаві з 1765 по 1795. В цей період вони випускали:
- шеляги (1766–1768, 1776, 1792)
- півгроші (1765–1768, 1775–1777, 1780–1782, 1792)
- грош (мідь) (1765–1795)
- трояк (мідь) (1764–1794)
- грош (білон) (1766–1768, 1772–1782)
- двогрош (півзлотого) (1766–1786)
- злотий (4 гроши) (1766–1795)
- двозлотий (8 грошей) (1766–1795)
- півталери (1767–1768, 1772–1784, 1788, 1792)
- талери (1766, 1768–1770, 1772–1785, 1788, 1792–1793)
- дукати (1766–1795)
- півсоверен (1,5 дукати) (1794)
- соверен (3 дукати) (1794)

Крім того, здійснювалася обмежена емісія нестандартизованих номіналів:
- білонний шостак (1794)
- 10 грошей (білон) (1787–1795)
- 6 злотих (займали проміжне місце між півталером і талером) (1794–1795)

Гданський монетний двір карбував монету недовго (з 1764 по 1767) та був закритий через недотримання метрологічних стандартів карбування. За період функціонування були випущені такі номінали як шеляг, трояк, шостак, двозлотий та дукат.
На монетному дворі Торуня, що діяв у 1764–1765, карбувалися шеляги, трояки, шостаки.
Монетний двір Мітави випускав з 1763 по 1769 для Курляндії шеляги, гроші, трояки, шостаки, орти, золоті дукати і дводукати.
Після першого поділу Речі Посполитої 1772 грошова система почала занепадати. Грошове господарство опинилося в умовах нерівної конкуренції з австрійською, російською та прусською грошовими системами. На територіях, що внаслідок трьох поділів Речі Посполитої опинилися під владою Австрійської імперії, Російської імперії та Королівства Пруссія запроваджувалися їхні грошові засоби, а монети Речі Посполитої вилучалися з обігу.
З третім поділом 1795 Річ Посполита припинила своє існування, а разом з нею перестала існувати і її грошова система.

## Співвідношення
У грошовій системі Речі Посполитої основні номінали були наступні: солід (шеляг), грош, півторак, трояк, шостак, орт, тимф, талер. В різний час співвідношення цих номіналів могло змінюватися, що залежало від якості карбування та проби монетного сплаву.
| Роки | Талер                           | Тимф           | Орт                  | Шостак   | Трояк   | Півторак  | Грош           |
| ---- | ------------------------------- | -------------- | -------------------- | -------- | ------- | --------- | -------------- |
| 1580 | 36 грошів                       |                |                      |          | 3 гроші |           | 4 соліди       |
| 1604 | 40 грошів / 4 орти              |                | 10 грошів            | 6 грошів | 3 гроші |           | 4 соліди       |
| 1616 | 45 грошів / 4 орти              |                | 11 грошів та 1 солід | 6 грошів | 3 гроші |           | 4 соліди       |
| 1621 | 64 гроші / 4 орти               |                | 16 грошів            | 6 грошів | 3 гроші | 1,5 гроша | 4 соліди       |
| 1623 | 72 гроші / 4 орти               |                | 18 грошів            | 6 грошів | 3 гроші | 1,5 гроша | 4 соліди       |
| 1626 | 90 грошів / 5 ортів             |                | 18 грошів            | 6 грошів | 3 гроші | 1,5 гроша | 4 соліди       |
| 1663 | 90 грошів / 3 тимфи / 5 ортів   | 30 грошів      | 18 грошів            | 6 грошів | 3 гроші | 1,5 гроша | 3 мідні соліди |
| 1677 | 90 грошів / 6 тимфів / 5 ортів  | 15 грошів      | 18 грошів            | 6 грошів | 3 гроші |           | 3 мідні соліди |
| 1717 | 108 грошів / 6 тимфів / 6 ортів | 18 грошів      | 18 грошів            | 6 грошів | 3 гроші |           | 3 мідні соліди |
| 1752 | 240 мідних грошів               | 42 мідні гроші | 42 мідні гроші       | 6 грошів | 3 гроші |           | 3 мідні соліди |

До часів грошової реформи 1766 року злотий був розрахунковою одиницею і не мав монетного вираження. На середину XVIIст. співвідношення злотого щодо існуючих монетних номіналів Речі Посполитої було наступним:
| Злотий | Орти | Шостаки | Трояки | Півтораки | Гроші | Шеляги |
| ------ | ---- | ------- | ------ | --------- | ----- | ------ |
| 1      | 1⅔   | 5       | 10     | 20        | 30    | 90     |
|        | 1    | 3       | 6      | 12        | 18    | 54     |
|        |      | 1       | 2      | 4         | 6     | 18     |
|        |      |         | 1      | 2         | 3     | 9      |
|        |      |         |        | 1         | 1½    | 4½     |
|        |      |         |        |           | 1     | 3      |
|        |      |         |        |           |       | 1      |